# 康科德 (密蘇里州卡勒韋縣)
康科德（英語：Concord）是位於美國密蘇里州卡勒韋縣的非建制地區。

## 歷史
康科德的郵局於1838年設立，其後於1904年停運。

## 地理
康科德所處的海拔為高於海平面278米（即912英呎），而該地所採用的時區為UTC-6，即北美中部時區（CST）。同時該地設有夏令時間，為UTC-6調快一小時，即UTC-5（CDT）。